# 橙市 (加利福尼亞州)
橙市（英語：Orange）是美國加利福尼亞州橙縣的一個城市，位於該縣北部。面積69.9平方公里，2006年人口135,070人。
1869年開埠，原名里奇兰（Richland），1875年改名。1888年4月6日建市。查普曼大學和社區學院圣地亚哥峡谷学院位於此地。

## 姐妹城市
- 俄羅斯莫斯科東區新科西諾區
- 奧蘭治
- 法國奧朗日
- 哥伦比亚卡利
- 墨西哥克雷塔羅的聖地亞哥
- 新西兰提馬魯